# Минко Балкански
 Тази статия е за физика.  За оператора вижте Минко Балкански (оператор).  
Минко Минев Балкански е френски физик (професор в университета „Мария и Пиер Кюри“ в Париж) от български произход.
Роден е през 1927 г. в село Оряховица, Старозагорско. Смятан е за един от най-известните български физици в световен мащаб. Понастоящем е френски гражданин, живее в Париж. Развива широка благотворителна дейност.

## Биографични данни
Още в началното училище малкият Минко се отличава с ученолюбие и интерес към различни учебни предмети. В гимназията взема по 2 класа за година и постъпва в Софийския университет едва на 15 години. Но мечтите му надхвърлят националните граници. Като малък е запленен от съдбата на Луи Пастьор и неговата цел е университетът на великия френски учен – елитния Екол нормал сюпериор в Париж. Успява да замине за Париж, но не е приет в университета, тъй като там имат право да учат само французи. По-късно завършва Националното висше училище по химия в Бордо. Става доктор на науките на 27 години, а година по-късно става професор по физика.

## Научна дейност
Представял е свои изследвания в 34 университета в Европа и Америка. Започва работа в Екол нормал като изследовател в лабораторията по физика. Работи по-късно и в Масачузетския технически университет, преди да стане професор в университета „Мария и Пиер Кюри“ в Париж, където оглавява лабораторията по физика на твърдото тяло. Чел е лекции в Япония и Китай. Резултат от дългогодишната научна дейност на проф. Балкански са публикуваните 30 книги и над 2000 страници други научни публикации.
Той е почетен професор на Университета „Пиер и Мари Кюри“ в Париж, многократно е гост-професор в Калифорнийския университет, с дълго научно сътрудничество с Индия (където участва в създаването на Висш институт за научни изследвания), член е на Индийската академия на науките (и награден от президента Раджив Ганди с най-високата степен на Наградата за заслуги към Индия), с непрекъснато научно сътрудничество с Полша (и командор със Звезда на Ордена за заслуги към Полша), с дълголетно научно сътрудничество с Китай и много други страни, доктор хонорис кауза на Софийския университет. След 1993 г. проф. Минко Балкански се заема с активна дейност в помощ на науката и образованието в България.

## Дейност в България

### Фондация
С цел да подпомага културния живот в родния си край професор Минко Балкански създава Фондация „Миню Балкански“, наименувана в памет на баща му Миню Балкански. Базата на фондацията е в с. Оряховица, където бившите магазини и къщи на семейството са преустроени в приемен дом, битова зала, библиотека (с френска литература над 6000 тома), изба, учебна зала по информатика, фитнес зала и музей.
Освен това фондацията откупува и реставрира няколко къщи, където е възстановена традиционната битова подредба. В този етнографски комплекс, който е от особен интерес за чуждестранните гости, се провеждат редовно курсове по информатика, срещи, семинари и занимания по френски. Фондацията организира ежегоден конкурс по математика и физика за талантливи български ученици. Шестте лауреати са поканени за една година на подготвителен курс в лицея „Луи льо Гранд“ за кандидатстване в Екол Нормал Сюпериор и в Политехническото висше училище в Париж.
Заедно със сина си Ален проф. Балкански привлича известната американска фондация Schools Online от Калифорния за развиване на програма, по която вече 30 от най-добрите гимназии в страната са снабдени с компютърни лаборатории. Поне 10 компютри от най-високо ниво са свързани във всяка от тях денонощно с Интернет. Тези лаборатории притежават всички нужни уреди за обучение по информатика и по-специално необходимите за работа с Интернет.
От 2001 година фондация „Миню Балкански“ продължава сама дейността в България. През 2002 г. фондацията доставя 850 компютри от Швейцария. С тази доставка са оборудвани нови 85 училища. Днес Фондацията работи вече със 106 училища. Най-забележителната и най-важната дейност на фондацията е тази за повишаване на професионалната компетентност на преподавателите по информатика, както и подпомагането на даровити български деца. Минко Балкански продължава да помага за развитието на научната и социалната дейност в България.

### Институт
Проф. Балкански създава Национален институт за образование в с. Оряховица, открит през 2006 г. То се помещава в реставрираните сгради на училището в селото, дарено на Фондацията от Община Стара Загора. Институтът провежда курсове за обучение на преподаватели в областта на информационните технологии, както и по други научни области.

### Гимназии
В гр. Стара Загора има гимназия на негово име. Тя се казва Професионална гимназия по компютърни науки и математически анализи "проф. Минко Балкански" (ПГКНМА). Тя е една от малкото с жив патрон. Създадена през 2020 г.. Помещава се в сградата на предишното Първо основно училище. Училището е с модерна база и професионален екип. Също е и STEM. 

### Други форми
Лятна академия по цигулка
Освен това Балкански е създал лятна академия по цигулка в родното си село Оряховица, в която преподават видни френски педагози. Там се провежда и международен пленер на изобразителните изкуства. През 2010 г. професор Балкански дарява голяма сума на Американския университет в България.
Летни школи в Созопол
Ценен принос за интернационализирането на българската наука е трайното привличане на програмата на НАТО, наименувана „Институт за перспективни (върхови, висши) изследвания“ (NATO Advanced Study Institutе) за организиране на летни школи в Созопол. Всяка година по някаква актуална и бурно развиваща се научна тема се канят 10 – 12 от най-видните учени в света да прочетат експертни лекции пред около стотина подбрани от цял свят специалисти. Така за 2 седмици в Созопол се събират най-активните и видни изследователи в съответната научна област. Фактът, че това се провежда в България под ръководството на българин позволява на българските учени, и особено на по-младите от тях, да установят международни връзки при най-благоприятни условия.

## Отличия
През 2003 г. е награден с орден „Стара планина“, а през 2004 г. получава статуетката „Мигрант на годината“ на Международната организация по миграцията.
Носител на наградата „Евлогий и Христо Георгиеви“ за образование през 2016 г.